# Cirkus Renard
Cirkus Renard var en dansk omrejsende cirkus i 1955 under direktion af restauratør og maskinforhandler Romeo Renard (1893-1961) og hustru Martha Renard, født Miehe (1895-1961).
Romeo Renard kom fra en russisk artist-slægt, der kom fra Simferopol på Krim-halvøen, i dag Ukraine, og Martha Renard var skolerytterske, søster til den legendariske cirkusklovn August Miehe. Parret havde to børn, sønnen, senere skuespiller Louis Miehe-Renard (1919-1997), og datteren Grete Miehe-Renard (1917-2009), gift Trautner.
Cirkus Renard havde urpremiere i Esbjerg i påsken 1955, men kom kun til at eksistere et par måneder og ruinerede artistparret. 